# 김환 (언론인)
김환(金丸, ? ~ ?)은 일제강점기의 언론인이다.

## 생애
한일 병합 조약 체결 전인 1909년부터 일진회의 기관지인 《국민신보》의 기자를 지냈다는 것 외에는 신상에 대해서 알려진 바가 거의 없다. 김환은 당시 한일합방의 조속 추진을 주장하던 일진회의 회원이었고, 안중근에게 사살 당한 이토 히로부미의 장례식에 기자 대표로 참석하기도 했다.
1917년부터는 조선총독부 기관지로서 일제 식민통치를 선전하는 역할을 맡은 《매일신보》에서 정치·경제 담당 주임을 맡아 근무하였고, 1919년에 일어난 3·1 운동 이후로는 총독부의 문화통치 전략과 호응하는 내선융화와 참정권 청원운동에 가담하여 1920년대의 대표적인 친일 논객 중 한 사람으로 활동했다.
1919년 '조선독립이 불가능함'을 전제로 내세우며 조선 민족은 '신인본민족의 명예로운 신민'이 되어야 한다고 주장한 협성구락부가 창립될 때 발기인을 맡았다. 조선총독부와 협성구락부가 주최한 강연회에서 연사가 되어 조선독립불가론을 주장하며 선동하기도 했다.
1920년에는 협성구락부가 확대되어 개편한 국민협회의 설립 평의원을 맡았고, 국민협회 기관지인 《시사신문》의 편집위원도 역임했다. 민원식이 주도해 창립한 국민협회는 3·1 운동이 '성대(聖代)의 불상사'라 통한을 금치 못한다면서 조선독립 따위는 '미신'이라고 폄훼한 단체였다. 김환이 편집위원으로 근무한 시사신문의 사장 민원식은 독립운동을 '폭거'로 규정하기도 했다.
당시 김환은 조선의 문화가 세계의 문화에 비해 이미 약 백년은 떨어져 있는 상황에서 독립을 요구하는 만세 시위를 일으키면 그만큼 더 뒤떨어지는 것이라면서, 이것이 바로 만세를 부른 해악이라고 주장했다. 7등, 8등의 소독립국보다 일본에 병합된 일등국민이 더 좋다는 논리도 전개했다. 독립은 아무 이득이 없다는 조선독립무용론을 넘어 독립을 원하는 것이야말로 결정적 오류라는 주장이었다. 김환은 이러한 주장을 언론을 통해 발표하면서 황해도 사리원, 강원도 춘천과 황해도 해주 등에서 강연 활동도 병행했다.
1925년에는 동민회가 조직될 때 평의원으로 참여했다. 동민회는 내선융화를 주요 강령으로 삼아 자본가와 조선귀족 등 조선 사회의 유력자들이 한일 합동으로 결성한 단체였다. 1927년 국민협회 상담역, 1928년 시사평론 상담역, 1928년 국민협회 총무를 맡았고, 1930년에는 국민협회 기관지인 《민중신문》의 초대 주필에 올랐다.
김환은 이 과정에서 언론을 통해 내선융화와 신일본주의 논리를 적극 홍보했다. 3·1 운동 때 군대를 배치해 곧바로 무력으로 진압했어야 지당했다는 주장을 비롯해 총독정치에 순응하고 일본 제국에 충성하자고 주창하는 등, 다수의 친일 시사문이 남아 있다.

## 사후
2007년 대한민국 친일반민족행위진상규명위원회가 확정한 친일반민족행위 195인 명단 중 언론 부문에 들어 있다. 2008년 발표된 민족문제연구소의 친일인명사전 수록예정자 명단에서는 언론/출판과 친일단체 부문에 포함되었다.

## 같이 보기
- 일진회
- 국민신보
- 국민협회

## 참고자료
- 친일반민족행위진상규명위원회 (2007년 12월). 〈김환〉 (PDF). 《2007년도 조사보고서 II - 친일반민족행위결정이유서》. 서울. 1762~1781쪽쪽. 발간등록번호 11-1560010-0000002-10. [깨진 링크(과거 내용 찾기)]
- 조현호 기자 (2007년 12월 12일). “김선흠 등 매일신보·시사평론 간부 8명 친일 규명 - 친일반민규명위 2007 보고서 발간… 1920~30년대 신문 11종 분석”. 미디어오늘. 2008년 3월 12일에 확인함.